# MediStep21
MediStep（メディステップ）は、株式会社アイソプラが提供している薬剤管理指導（服薬指導）や化学療法の支援などのシステムである。数10床から1000床を超える幅広い規模の病院施設に導入され、獨協医科大学病院や亀田総合病院などで採用・導入されている。

## 概要
薬剤部門総合支援システム（MediStep）は、病院薬剤師の協力を得て築き上げてきたシステムである。2001年には薬剤管理指導業務支援のための「服薬指導システム」として獨協医科大学病院に導入された。また、2012年には亀田総合病院と「化学療法支援システム」を共同開発した。それ以降、数10床から1000床を超える規模の病院施設に導入された。